# Echinomastus johnsonii
Echinomastus johnsonii (Engelm.) E.M.Baxter, es una especie fanerógama de la familia Cactaceae.

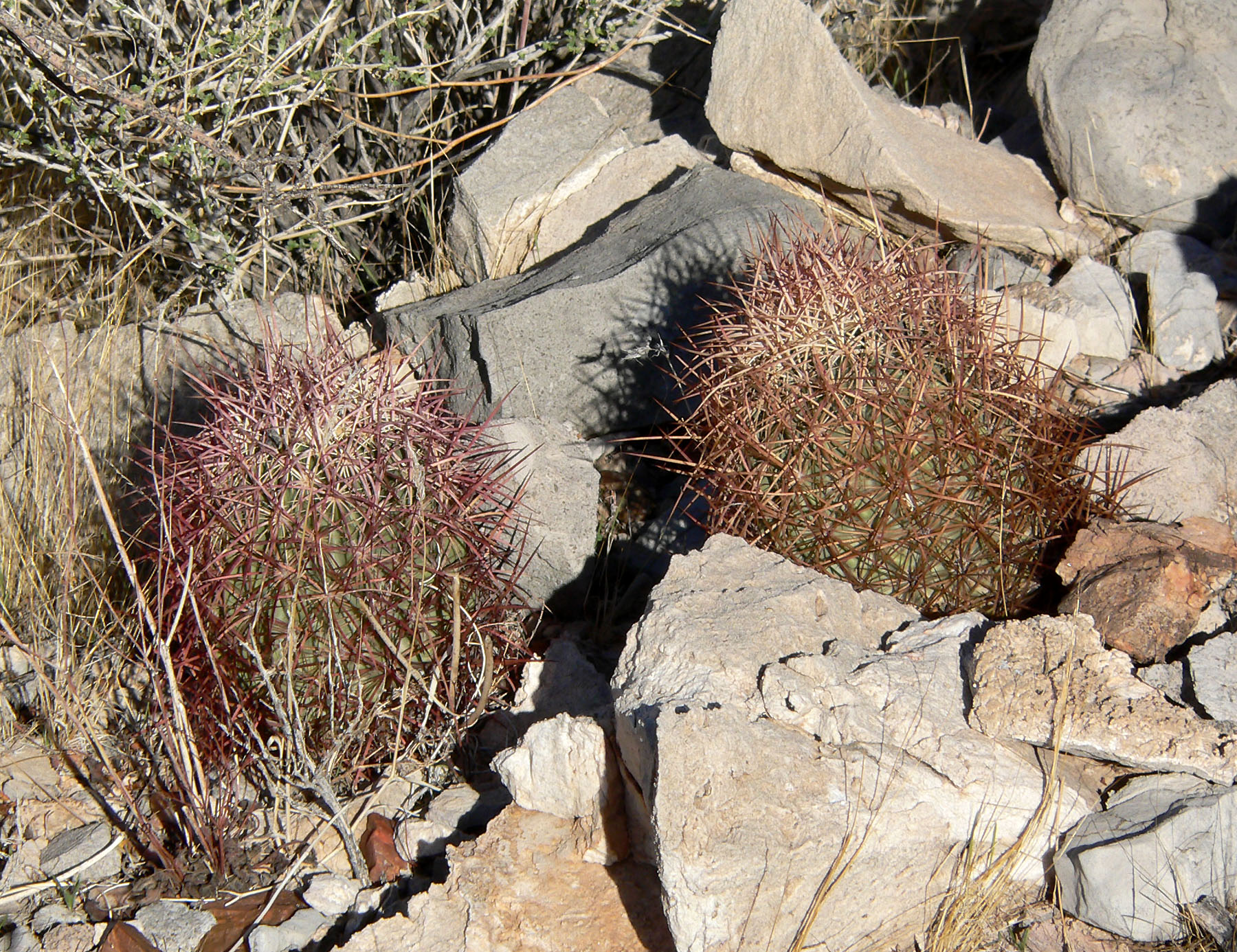
En su hábitat

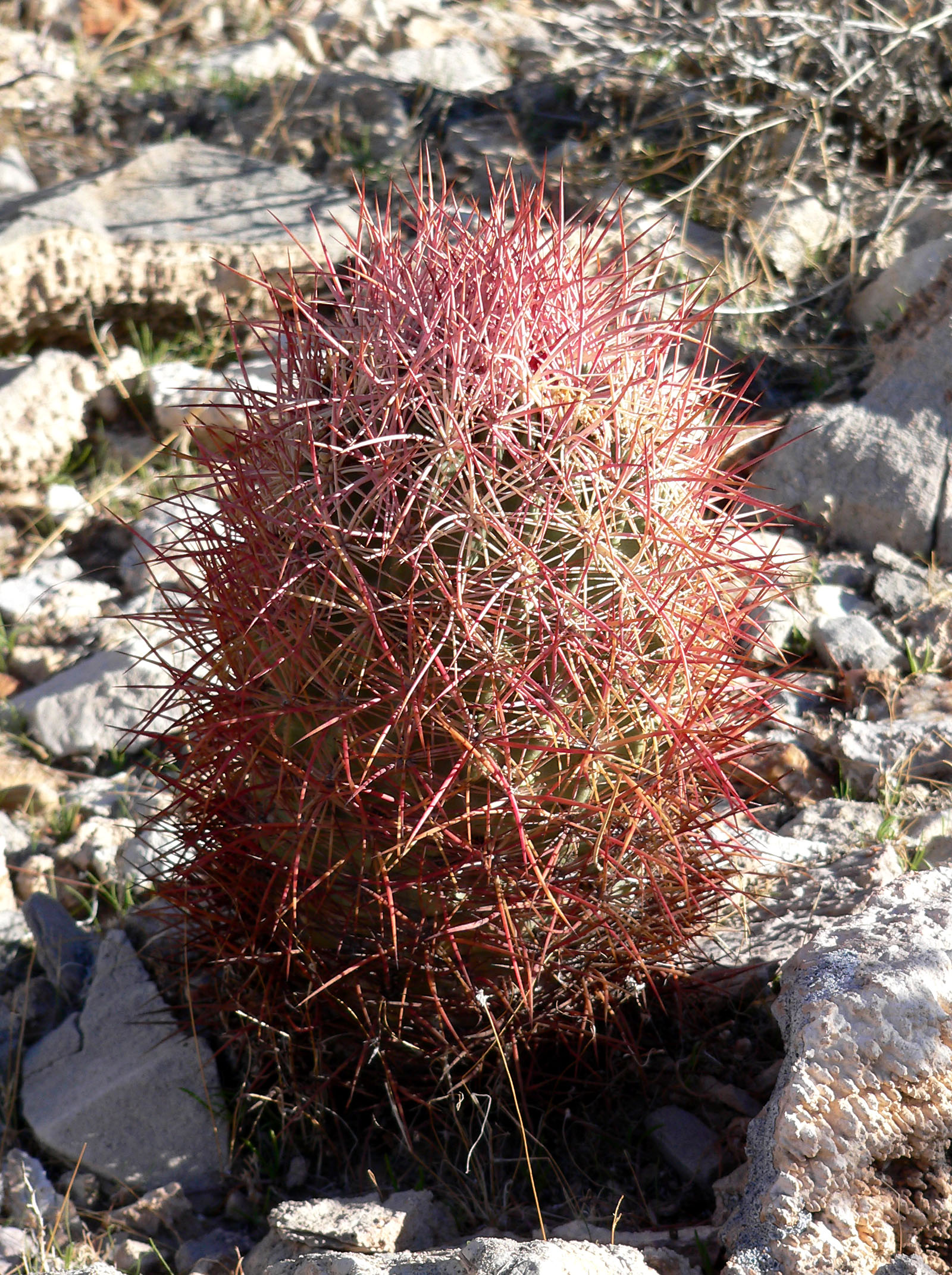
Vista de la planta

## Distribución
Es nativa de Arizona, California y Nevada en Estados Unidos del desierto de Mojave (este de California, Nevada, Arizona, oeste), de 500 a 1200 m s. n. m. de altura.

## Descripción
Es una planta solitaria, con tallo cilíndrico, de crecimiento lento de hasta 30 cm de altura, 7.5 - 10 cm de diámetro; las espinas del tallo, de color rojizo cuando son jóvenes, de color marrón oscuro a medida que envejecen; tienen de 4 a 8 espinas centrales, de 3-3.7 cm de largo y 9 o 10 radiales de colores claros, de 12-25 mm de largo. Las  flores de color rosa magenta florecen en abril, y tienen de 5 a 7.5 cm de diámetro y 4 cm de largo. Las frutas globosas de color verde claro. Semillas negras de 3 mm de largo y 2 mm de ancho.

## Taxonomía
Echinomastus johnsonii fue descrita por (Engelm.) E.M.Baxter y publicado en California Cactus 75, en el año 1935.
Etimología
Echinomastus: nombre genérico que proviene de las palabras griegas: "έχίνος" (echinos) de "erizos" y "μαοτός" (mastos) para el "pecho". Se refiere a las verrugas espinosas del cuerpo de la planta.
johnsonii: epíteto
Sinonimia
- Echinocactus johnsonii
- Ferocactus johnsonii
- Thelocactus johnsonii
- Neolloydia johnsonii
- Sclerocactus johnsonii
- Pediocactus johnsonii[3][4]